# Ruds Vedby
Ruds Vedby is een plaats in de Deense regio Seeland, gemeente Sorø. De plaats telt 1565 inwoners (2008).